# Зачарована Десна (заказник)
Зачаро́вана Десна́ — ландшафтний заказник місцевого значення в Україні. Розташований у Броварському та Вишгородському районах Київської області.
Площа 2006 га. Статус присвоєно згідно з рішенням Київської обласної ради від 8 жовтня 2015 року. Наукове обґрунтування створення заказника підготовлено експертами Ukrainian Nature Conservation Group. Перебуває у віданні: Вишгородська районна державна адміністрація, Броварська районна державна адміністрація.

## Опис

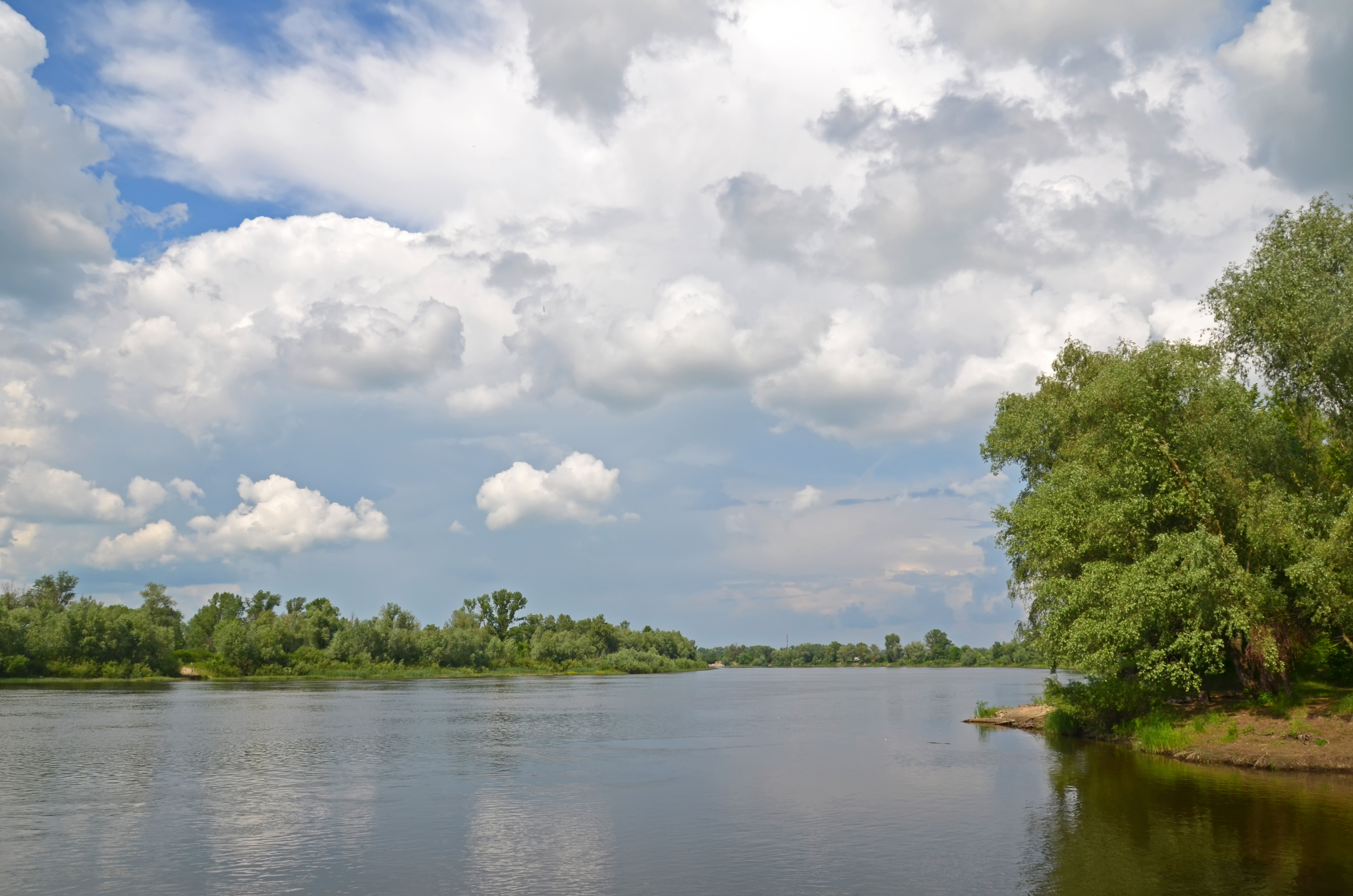
Десна біля села Пухівка

Заказник розташовується на землях Хотянівської, Новосілківської, Нижчедубечанської, Вищедубечанської, Воропаївської, Пірнівської, Сувидської та Жукинської сільських рад Вишгородського району та Погребської, Зазимської, Пухівської, Літківської та Літочківської сільських рад Броварського району Київської області. До складу заказника пропонується включити територію земель лісового фонду, що розміщуються в межах заплави річки Десна в Київській області. Це, зокрема, територія кв.кв. 167-180 Пірнівського лісництва, кв.кв. 167-176 Воропаївського лісництва та кв.кв. 147-154 Жукинського лісництва та землі запасу зазначених сільських рад. 
Фактично, територія заказника становить смугу земель лісового фонду, що простягаються вздовж берега Десни в межах Броварського та Вишгородського районів.

## Флора
Рослинність території проектованого ландшафтного заказника представлена практично цілковито заплавними лісами з прилеглими до них  комплексами прибережно-водної та водної рослинності. Комплекси заплавних лісів сформовані головним чином з тополі чорної, верб ламкої та білої. Значною є також участь клену американського та аморфи кущової. В таких деревостанах трапляється також рідкісна верба розмаринолиста. В трав'янистому ярусі таких лісів трапляються кропива дводомна, суниці лісові, хвилівник звичайний та конвалія звичайна. 

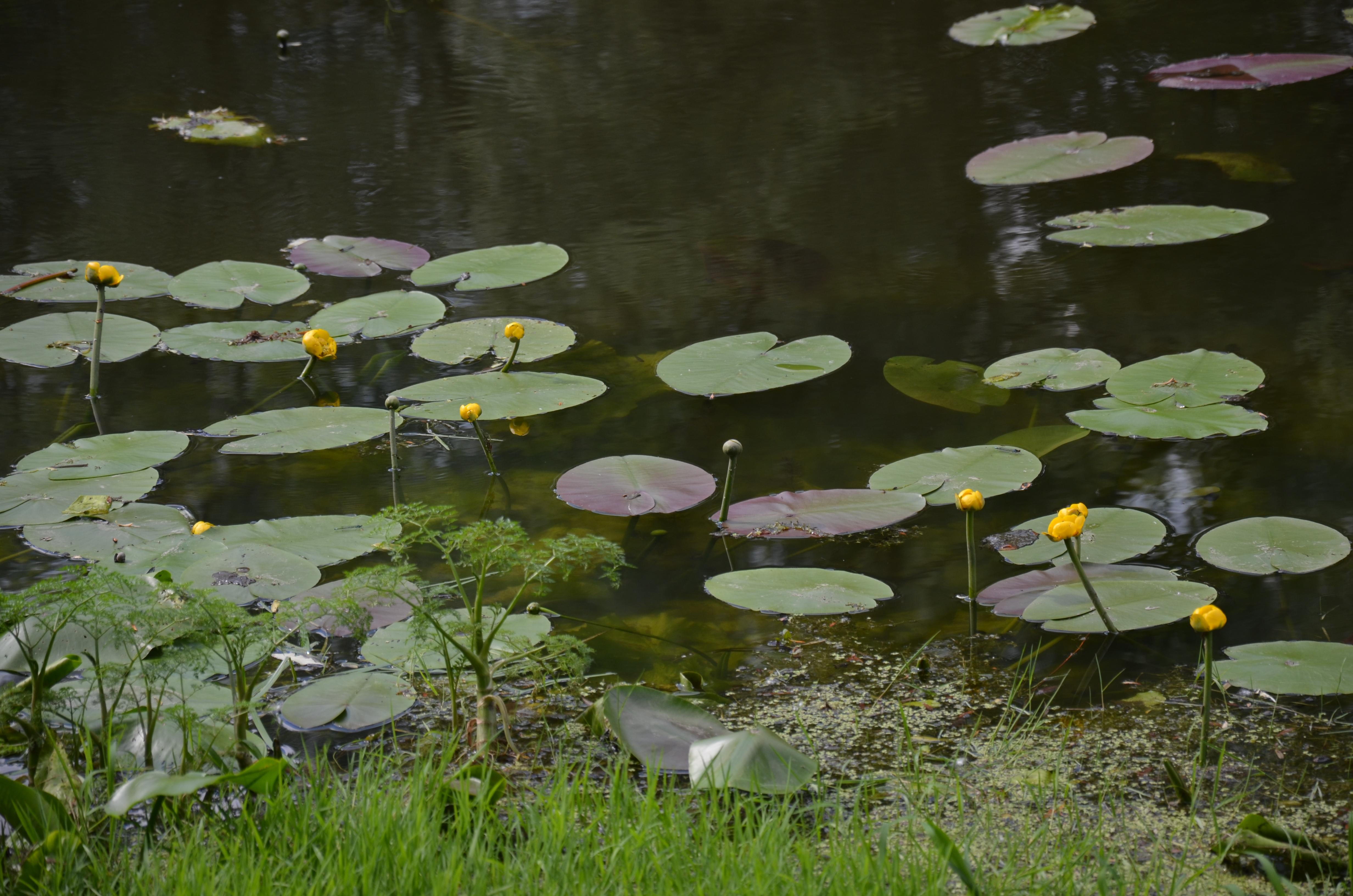
Латаття жовте

Добре розвиненою є прибережна водна рослинність, флористичне ядро якої утворюють рогіз вузьколистий, очерет звичайний, куга озерна, стрілолист, сусак зонтичний, частуха ланцетна. 
Суто болотяна рослинність представлена такими видами, як півники болотяні, вербозілля звичайне, плакун верболистий. Добре розвиненою є прибережна водна рослинність, флористичне ядро якої утворюють рогіз вузьколистий, очерет звичайний, куга озерна, стрілолист, сусак зонтичний, частуха ланцетна. 
Акваторію водойм займає водна рослинність. Основу водних угруповань формують рдесники пронизанолистий, гребінчастий, блискучий та плаваючий, елодея канадська, ряски мала та трироздільна, а також спіродела багатокоренева. Особливої цінності зазначеним водоймам надає присутність тут рідкісних угруповань водних рослин, занесених до Зеленої книги України. Тут відмічено угруповання глечиків жовтих, латаття білого та сніжно-білого, а також сальвінії плаваючої. Латаття сніжно-біле запропоноване до включення в Червоний список Київської області, а реліктова водна папороть — сальвінія плаваюча занесена до Червоної книги України. 

## Фауна
Тваринний світ проектованого заказника є доволі специфічним, адже більшість видів, що протягом року трапляються в межах придеснянських лісів є мігруючими і перебувають на території тимчасово. Вказана територія є середовищем постійного існування комах, занесених до Червоної книги України: дозорця-імператора, кордулегастера кільчастого, стрічкарок червоної та блакитної, вусача мускусного. Їх збереження нерозривно пов’язано з існуванням острівних заплавних лісів. 
На території об'єкта трапляється 10 видів амфібій. З них деревна жаба, тритон гребінчастий та кумка звичайна охороняються міжнародною Червоною книгою, а звичайна землянка, зелена ропуха та гостроморда жаба — Бернською конвенцією. Плазуни прудка ящірка та болотяна черепаха охороняються Бернською конвенцією. 
Серед птахів, окрім маси розмаїття горобиних, тут на гніздуванні відмічені підсоколик великий, боривітер звичайний, шуліка чорний, а також сови вухата та сіра. Взимку та під час міграцій можна зустріти також сову болотяну. 
Восени лісові придеснянські лісові масиви місцем відпочинку птахів, що летять на південь. Під час осіннього прольоту тут трапляються качки: чубата чернь та червонокнижні гоголь. Зустрічаються також чорновола та значно рідше червоновола гагари, мартин сизий, великий, середній крохалі та луток, що інколи залишаються тут зимувати. Загальна кількість мігруючих  видів, включених  до  міжнародних  охоронних  списків, які протягом року мігрують вздовж  Десни становить 306 видів. 
Старі дуплисті дерева дають прихисток декільком видам кажанів. Серед них вечірниця дозорна, вухань звичайний та нічниця водяна, що охороняються Бернською конвенцією, а також нічниця ставкова, занесена до Європейського Червоного списку та Червоної книги України. Тут також все ще зустрічаються горностай, занесений до Червоної книги України, видра, що крім Червоної книги занесена до Європейського Червоного списку та Бернської конвенції. Поширені бобер, кам'яна куниця, норка та тхір чорний охороняються Бернською конвенцією.  
Таким чином, лісові придеснянські лісові масиви стають не лише важливим елементом міграційних шляхів фауни а і непересічними резерватами біорізноманіття, характерними лише для заплав великих річок.

## Екологічна мережа
Заплава і долина Десни та сама річка є екологічним коридором міжнародного значення. Вздовж долини Десни проходить Дніпровсько-Деснянський міграційний шлях птахів (Розбудова екомережі України,  1999), що є міграційним  коридором, по якому відбувається переміщення й поширення значної кількості птахів та інших  живих  істот. Долина Десни є одним з основних елементів у структурі екомереж Новгород-Сіверського Полісся, Чернігівської області та окремим елементом Національної екологічної мережі України. Завдяки долині Десни відбувається поєднання природних біотопів Новгород-Сіверського та Чернігівського Полісся з природними комплексами сусідніх регіонів, зокрема з зоною Неруссо-Брянського Полісся, які включені до складу екологічного коридору європейського значення та міждержавної ключової території екомережі, до складу якої незабаром повинні увійти НПП «Деснянсько-Старогутський» в Україні та заповідник «Брянський ліс» у Росії.  Існують розробки створення особливо охоронюваної природної території, що охопить всю долину Десни в адміністративних межах  Росії. 

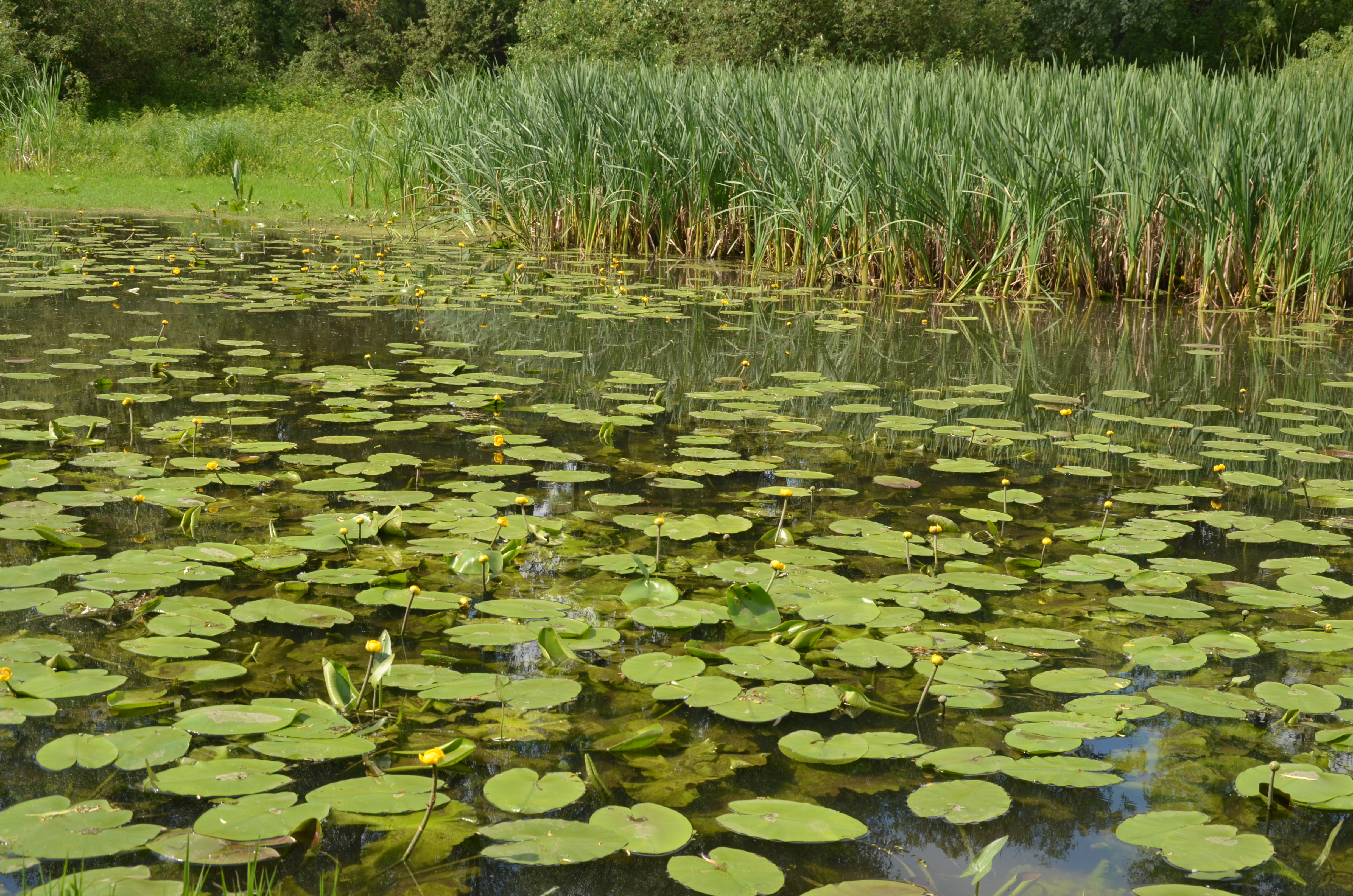
Заплавне озеро

На відміну від багатьох інших НПП, які створюються переважно в місцях розміщення ключових  територій національної та регіональних екомереж, пропозиція щодо створення НПП «Подесіння» покликана зберегти Деснянський екологічний коридор на всій його протяжності в адміністративних межах України. 
Безумовно, територія має важливу роль для Національної екологічної мережі України. Вся територія знаходиться в межах Деснянського пролітного шляху, що використовується птахами під час сезонних міграцій. Охорона мігруючих видів та міграційних шляхів тварин визначається Законами України «Про охорону навколишнього природного середовища України», «Про екомережу», Конвенцію про збереження мігруючих видів диких тварин (Бонн, 1979), Конвенцію про охорону дикої флори і фауни та природних середовищ існування в Європі (Берн, 1979) (Бернська конвенція) та Міжнародною угодою про охорону афро-євразійських мігруючих видів птахів (AEWA).